# Hugo Oderigo
Hugo Ángel Oderigo, abogado y doctor en jurisprudencia argentino, profesor universitario y diplomático, nacido en Buenos Aires el 1.º de octubre de 1892. Sus padres fueron José A. Oderigo y Ofelia Taquini. 
Estudió en la Facultad de Derecho y Ciencias Sociales de la Universidad de Buenos Aires entre 1910 y 1916, lugar donde sería luego profesor adjunto de derecho procesal y, posteriormente, titular de la materia.
Se casa con María Irene Lencinas, hija y hermana de Gobernadores de Mendoza. Tuvo dos hijas: María Ofelia y María Florencia
Se desempeñó cono subdirector del Instituto de Enseñanza Práctica de la Facultad (1942), miembro suplente del consejo directivo de la misma (1940-1943), comisionado escolar en el partido de Campana (Buenos Aires), comisionado municipal en los partidos de Carmen de Areco y Las Conchas, presidente de la Suprema Corte de Justicia de Mendoza, Ministro de Hacienda de esta provincia en 1927, y luego de la Provincia de Córdoba en 1944. 
El 12 de julio de 1945 se hace cargo de la intervención federal en Córdoba, hasta el 17 de mayo de 1946.
Luego es nombrado embajador argentino en el Perú.
| Predecesor: Walter Villegas | Interventor federal en Córdoba 1945 - 1946 | Sucesor: Argentino Auchter |